# Trudi Musgrave
Trudi Musgrave (ur. 10 września 1977 w Newcastle) – australijska tenisistka leworęczna o statusie profesjonalnym.
Jako juniorka wygrała wielkoszlemowy Australian Open 1994, była również finalistką Wimbledonu w deblu w 1995 roku.
W 2003 roku osiągnęła trzy półfinały deblowe: w Birmingham z Tatarkovą, na Bali ze Spears oraz z tą samą zawodniczką w Tokio. Wystąpiła w Australian Open 2004, osiągając ćwierćfinał miksta z Hanleyem. Odpadła w kwalifikacjach w Canberze i Memphis.
Pierwszy deblowy finał w karierze osiągnęła w 2006 na Bali, w parze z Grandin. Uległy Lindsay Davenport i Corinie Morariu. Musgrave zakwalifikowała się również do turnieju głównego.

## Finały turniejów WTA
| Legenda                | Legenda |
| ---------------------- | ------- |
| Wielki Szlem           |         |
| Igrzyska olimpijskie   |         |
| WTA Tour Championships |         |
| 1988 – 2008            |         |
| Kategoria I            |         |
| Kategoria II           |         |
| Kategoria III          |         |
| Kategoria IV           |         |
| Kategoria V            |         |

### Gra podwójna
| Końcowy wynik | Nr | Data             | Turniej | Nawierzchnia | Partnerka       | Przeciwniczki                    | Wynik finału |
| ------------- | -- | ---------------- | ------- | ------------ | --------------- | -------------------------------- | ------------ |
| Finalistka    | 1. | 17 września 2006 | Bali    | Twarda       | Natalie Grandin | Lindsay Davenport Corina Morariu | 3:6, 4:6     |

## Finały juniorskich turniejów wielkoszlemowych

### Gra pojedyncza (1)
| Końcowy wynik | Rok  | Turniej         | Nawierzchnia | Przeciwniczka  | Wynik finału  |
| Zwyciężczyni  | 1994 | Australian Open | Twarda       | Barbara Schett | 4:6, 6:4, 6:2 |

### Gra podwójna (1)
| Końcowy wynik | Rok  | Turniej   | Nawierzchnia | Partnerka       | Przeciwniczki               | Wynik finału |
| Finalistka    | 1995 | Wimbledon | Trawiasta    | Jodi Richardson | Cara Black Aleksandra Olsza | 0:6, 6:7(5)  |